# Ў́
Cette page contient des caractères spéciaux ou non latins. S’ils s’affichent mal (▯, ?, etc.), consultez la page d’aide Unicode.
Ў́ (minuscule : ў́), appelé ou brève accent aigu, est une lettre additionnelle de l’alphabet cyrillique utilisée en doungane par certains auteurs ou dans la transcription du chinois. Elle est composée du ou ‹ У › diacrité d’un brève et d’un accent aigu.

## Utilisations
En doungane, certains auteurs utilisent les accents sur les voyelles pour indiquer les tons, dont l’ou brève accent aigu cyrillique ‹ ў́ ›,.

## Représentation informatique
L’ou brève accent aigu peut être représenté avec les caractères Unicode suivants (cyrillique, diacritiques) :
| formes    | représentations | chaînes de caractères | points de code       | descriptions                                                             |
| --------- | --------------- | --------------------- | -------------------- | ------------------------------------------------------------------------ |
| capitale  | Ў́               | У◌̆◌́                   | U+0423 U+0306 U+0301 | lettre majuscule cyrillique ou diacritique brève diacritique accent aigu |
| minuscule | ў́               | у◌̆◌́                   | U+0443 U+0306 U+0301 | lettre minuscule cyrillique ou diacritique brève diacritique accent aigu |